# 高橋千恵
高橋 千恵（たかはし ちえ、1969年9月15日 - ）は、日本の歴史学者。専門は日本中世史・寺院社会史。
1994年、法政大学文学部史学科卒業。2001年法政大学大学院人文科学研究科博士課程単位満期取得退学。

## 論文
- 「応安の神木在洛をめぐる人々—南都と京都の接点—」『神道宗教』166号（1997年）
- 「室町初期の『修法』— 武家と寺院の関係を考えるために—」 今谷明・高埜利彦編『中近世の宗教と国家』（岩田書院、1998年）
- 「旧武蔵国足立郡玉蔵院と醍醐寺三宝院との接点をめぐって—『関東真言宗』と呼ばれた寺院を考えるために—」 東京都北区教育委員会『文化財研究紀要』第12集（1999年）
- 「江戸幕府宗教政策にともなう関東真言宗寺院の変容—『関東五ヶ寺』王子権現社別当禅夷山金輪寺を通して—」 東京都北区教育委員会『王子村大岡家文書調査報告書I』2000年
- 「法具としての三鈷柄剣に関する一考察」『近世輸出工芸品の保存と修復 II』 （東京文化財研究所、2002年）